# جيم بانون
جيم بانون (بالإنجليزية: Jim Bannon)‏ مواليد 9 أبريل 1911 في كانساس سيتي، الولايات المتحدة - الوفاة 28 يوليو 1984 في فينتورا، الولايات المتحدة، هو ممثل أمريكي بدأ مسيرته الفنية سنة 1938. امتدت مسيرته الفنية لأكثر من 27 عاما. من أعماله سهم الحرب.

## الأعمال

### الأفلام
- (1945) I Love a Mystery [الإنجليزية]‏
- (1945) Out of the Depths [الإنجليزية]‏
- (1947) Johnny O'Clock [الإنجليزية]‏
- (1948) Dangers of the Canadian Mounted [الإنجليزية]‏
- (1948) The Man from Colorado [الإنجليزية]‏
- (1950) The Fighting Redhead [الإنجليزية]‏
- (1959) They Came to Cordura [الإنجليزية]‏
- (1995) I.D. [الإنجليزية]‏

## روابط خارجية
- جيم بانون على موقع IMDb (الإنجليزية)
- جيم بانون على موقع ألو سيني (الفرنسية)
- جيم بانون على موقع أول موفي (الإنجليزية)
- جيم بانون على موقع قاعدة بيانات الأفلام السويدية (السويدية)
- جيم بانون على موقع إن إن دي بي (الإنجليزية)
- جيم بانون على موقع قاعدة بيانات الفيلم (الإنجليزية)
- جيم بانون على موقع كينوبويسك (الروسية)